# فرانكو أوزيلاتس
فرانكو أوزيلاتس هو لاعب كرة قدم كرواتي في مركز الدفاع، ولد في 5 نوفمبر 1994 في آلن في ألمانيا. لعب مع VfB Oldenburg ‏.

## وصلات خارجية
- فرانكو أوزيلاتس على موقع قاعدة بيانات كرة القدم.إي يو (الإنجليزية)
- فرانكو أوزيلاتس على موقع Soccerway.com (الإنجليزية)
- فرانكو أوزيلاتس على موقع عالم كرة القدم.نت (الإنجليزية)